# Something to Be
Something to Be é um álbum de Rob Thomas, lançado em 2005.